# Осиново-Гайская волость
Осиново-Гайская во́лость — административно-территориальная единица, входившая в состав Новоузенского уезда Самарской губернии.
Административный центр: в 1910 году — село Алтата (ныне это село в составе Орошаемого муниципального образования Дергачёвского района Саратовской области), в 1889 году - село Осинов Гай.
Население волости составляли преимущественно татары, мусульмане.
В период до установления советской власти волость имела аппарат волостного правления, традиционный для таких административно-территориальных единиц Российской империи.
Волость располагалась на востоке Новоузенского уезда, на границе с землями Уральского казачьего войска. Согласно карте уездов Самарской губернии издания губернского земства 1912 года на юге волость граничила с Николаевской волостью, на западе - с Орлово-Гайской и Новорепинской волостями, на севере - с Верхне-Кушумской, Дергачёвской волостями, на северо-востоке - с Натальинской волостью.
Территория бывшей волости является частью земель Дергачёвского и Ершовского районов Саратовской области (административный центр области — город Саратов).

## Состав волости
| № | Населённые пункты (без хуторов и посёлков) | Население (1889 год) | Преобладающие национальности, вероисповедания | Население (1910 год) | Преобладающие национальности, вероисповедания | Современное состояние    |
| - | ------------------------------------------ | -------------------- | --------------------------------------------- | -------------------- | --------------------------------------------- | ------------------------ |
| 1 | село Алтата                                | 3632                 | татары, мусульмане                            | 5004                 | татары, мусульмане                            | село, Дергачёвский район |
| 2 | село Верхазовка                            | 2910                 | татары, мусульмане                            | 3673                 | татары, мусульмане                            | село, Дергачёвский район |
| 3 | село Сафаровка (Новопенделка)              | 1556                 | татары, мусульмане                            | 2584                 | татары, мусульмане                            | село, Дергачёвский район |
| 4 | село Осинов Гай                            | 2267                 | татары, мусульмане                            | 3021                 | татары, мусульмане                            | село, Ершовский район    |